# Delphine Bagarry
Delphine Bagarry, née le 9 janvier 1970 à Lyon, est une femme politique française.
Elle est conseillère municipale de Saint-Christophe-sur-le-Nais (Indre-et-Loire) de 2001 à 2007, puis de Riez (Alpes-de-Haute-Provence) jusqu'en 2014. De 2015 à 2017, elle est conseillère départementale du canton de Riez, élue avec un binôme du Parti socialiste.
Elle est élue députée avec l'investiture de La République en marche (LREM) lors des élections législatives de 2017, dans la première circonscription des Alpes-de-Haute-Provence. Critique de la politique menée par la majorité, elle quitte le parti et le groupe LREM en 2020 pour rejoindre le nouveau groupe Écologie démocratie solidarité (EDS).

## Biographie

### Carrière professionnelle
Delphine Bagarry est médecin urgentiste de formation. Elle travaille un an au conseil général d'Indre-et-Loire au service des personnes âgées et des personnes handicapées, puis en 2014 au conseil général des Alpes-de-Haute-Provence au centre de planification familiale de Digne-les-Bains. Depuis 2005, elle est installée en cabinet libéral à Riez. Elle se mobilise, comme d'autres parlementaires de tous bords par ailleurs professionnels de santé, lors de la crise du Covid-19 en 2020.

### Premiers mandats politiques
Delphine Bagarry commence à s'engager en 2001 en étant élue conseillère municipale à Saint-Christophe-sur-le-Nais dans l'Indre-et-Loire jusqu'en 2007. Elle s'occupe plus particulièrement des routes, de la gestion des employés communaux, de la mise en place d’une cantine scolaire et du Centre communal d'action sociale (CCAS). De 2008 à 2014, elle occupe à nouveau la fonction de conseillère municipale, mais cette fois à Riez.
En 2015, elle est élue conseillère départementale du canton de Riez sous l'étiquette du Parti socialiste en binôme avec André Laurens.

### Députée

#### Election
Aux élections législatives de 2017 dans les Alpes-de-Haute-Provence, Delphine Bagarry est investie par le Parti socialiste mais obtient l'étiquette La République en marche (LREM) en mai 2017. Candidate dans la première circonscription, elle est élue députée au second tour avec 63,60 % voix contre 36,40 % pour la candidate du Front national.
En mai 2022, elle est investie par le Pôle Ecologiste (Nouveaux Démocrates), pour la coalition Nouvelle Union populaire écologique et sociale, dans la 1re circonscription des Alpes-de-Haute-Provence.

#### Prises de position
Elle est membre du Collectif social-démocrate, l'aile gauche du groupe La République en marche. Avec d'autres députés de l'aile gauche, elle se singularise rapidement sur les sujets des demandeurs d'asile et des migrants, et publie en septembre 2019 une tribune appelant à répartir les migrants dans les zones rurales en pénurie de main-d'œuvre. Elle se déclare « choquée » par le discours d'Emmanuel Macron sur l'immigration et explique avoir eu « l’impression d’écouter non pas l’homme de la campagne présidentielle mais un responsable du Front national ». Pour avoir nommément visé Emmanuel Macron, elle est convoquée par Gilles Le Gendre, président du groupe LREM, pour un rappel à l’ordre ; L'Opinion relève que « ses collègues s’étaient immédiatement désolidarisés d’elle ». En novembre 2019, elle co-signe une tribune avec dix autres députés LREM pour s’opposer aux mesures prévues par le gouvernement sur l’immigration concernant la santé et notamment l’aide médicale d’État (AME), plaidant pour ne pas céder « à l’urgence et à la facilité ».
Elle quitte le parti et le groupe LREM en mars 2020, reprochant au gouvernement l'utilisation de l'article 49-3 de la Constitution pour faire adopter la réforme des retraites.

#### Fonctions
Elle cofonde le groupe Écologie démocratie solidarité, réunissant des frondeurs du groupe majoritaire LREM, et en devient secrétaire en mai 2020.
Elle est membre de la Commission des Affaires culturelles et de l'Éducation après avoir siégé plusieurs années à la Commission des Affaires sociales.

#### Élections législatives de 2022
Candidate à sa réélection, elle est investie par la Nouvelle Union populaire écologique et sociale  mais perd au second tour avec 48,80% des voix face au candidat du Rassemblement national, Christian Girard.

## Détail des fonctions et mandats

### Mandats électifs
- 2001 - 2007 : conseillère municipale de Saint-Christophe-sur-le-Nais.
- 2008 - 2014 : conseillère municipale de Riez.
- 2 avril 2015 - 21 juin 2017 : conseillère départementale du canton de Riez.
- 21 juin 2017 - 21 juin 2022 : députée de la 1re circonscription des Alpes-de-Haute-Provence.